# Tsjechoslowaaks voetbalkampioenschap 1920
In 1920 werd er voor de tweede keer een voetbalkampioenschap in Tsjechoslowakije georganiseerd. Er waren twee voetbalbonden; de Boheemse voetbalbond ČSF (Český svaz footballový) en de Slowaakse voetbalbond SzLSz.
Er werd geen officieel kampioenschap voor het ganse land georganiseerd. De Boheemse bond had hierover gestemd en met 4-3 werd besloten om geen officieel kampioenschap te organiseren omdat dit niet veel toeschouwers zou lokken. Er werden regionale kampioenschappen gespeeld en dat van Midden-Bohemen werd als het sterkste geschat en die kampioen werd gezien als kampioen van heel het land.
De regio Kladno (Kladenská župa) werd ontbonden en de teams werden opgenomen in Midden-Boheemse competitie. De twee sterkste clubs (SK Kladno en SK Sparta Kladno) namen samen met 10 teams uit Praag en directe omgeving deel aan het kampioenschap. Elke club speelde slechts één keer tegen elkaar en de competitie vond in het voorjaar van 1920 plaats.
Sparta Praag werd autoritair kampioen zonder ook maar één punt af te geven. Oorspronkelijke zouden 6 clubs degraderen naar de tweede klasse, maar uiteindelijk degradeerden enkel de drie laatsten.

## Kampioenschap
| Pl. | Team                 | Wed. | W  | G | V | Goal+ | Goal− | Saldo | Ptn. |
| --- | -------------------- | ---- | -- | - | - | ----- | ----- | ----- | ---- |
| 1.  | AC Sparta Praag      | 11   | 11 | 0 | 0 | 37    | 6     | 31    | 22   |
| 2.  | AFK Vršovice         | 11   | 6  | 3 | 2 | 20    | 14    | 06    | 15   |
| 3.  | SK Viktoria Žižkov   | 11   | 6  | 2 | 3 | 21    | 11    | 10    | 14   |
| 4.  | SK Sparta Kladno     | 11   | 7  | 0 | 4 | 27    | 24    | 03    | 14   |
| 5.  | AFK Union Žižkov     | 11   | 5  | 4 | 2 | 15    | 10    | 05    | 14   |
| 6.  | SK Slavia Praag      | 11   | 5  | 1 | 5 | 35    | 17    | 18    | 11   |
| 7.  | SK Kladno            | 11   | 4  | 3 | 4 | 27    | 27    | 0     | 11   |
| 8.  | SK Meteor Vinohrady  | 11   | 3  | 3 | 5 | 16    | 20    | −04   | 9    |
| 9.  | SK Meteor Praag VIII | 11   | 3  | 2 | 6 | 18    | 30    | −12   | 8    |
| 10. | SK Olympia Praag VII | 11   | 3  | 1 | 7 | 11    | 18    | −07   | 7    |
| 11. | ČAFC Vinohrady       | 11   | 1  | 3 | 7 | 10    | 27    | −17   | 5    |
| 12. | SK Libeň             | 11   | 0  | 2 | 9 | 7     | 42    | −35   | 2    |

Pl. = Plaats; Wed. = Wedstrijden; W = Overwinningen; G = Gelijke spellen; V = nederlagen; Saldo =doelpuntenverschil Ptn = Ptn
|  | Kampioenen                |
|  | Degradatie naar II. třída |

Uit de II. třída promoveerden volgende clubs voor het seizoen 1921:
- AFK Kolín
- SK Bubeneč
- SK Slavoj Žižkov

## Uitslagen
|                      | SPA | VRS | VKZ | SPK | UNZ | SLA | KLA | MVH | MET | OLY | CVH | SKL |
| -------------------- | --- | --- | --- | --- | --- | --- | --- | --- | --- | --- | --- | --- |
| AC Sparta Praag      | XXX |     |     |     |     | 2-0 |     |     |     |     |     |     |
| AFK Vršovice         |     | XXX |     |     |     |     |     |     |     |     |     |     |
| SK Viktoria Žižkov   |     |     | XXX |     |     |     |     |     |     |     |     |     |
| SK Sparta Kladno     |     |     |     | XXX |     |     |     |     |     |     |     |     |
| AFK Union Žižkov     |     |     |     |     | XXX |     |     |     |     |     |     |     |
| SK Slavia Praag      | -   |     |     |     |     | XXX |     |     |     |     |     |     |
| SK Kladno            |     |     |     |     |     |     | XXX |     |     |     |     |     |
| SK Meteor Vinohrady  |     |     |     |     |     |     |     | XXX |     |     |     |     |
| SK Meteor Praag VIII |     |     |     |     |     |     |     |     | XXX |     |     |     |
| SK Olympia Praag VII |     |     |     |     |     |     |     |     |     | XXX |     |     |
| ČAFC Vinohrady       |     |     |     |     |     |     |     |     |     |     | XXX |     |
| SK Libeň             |     |     |     |     |     |     |     |     |     |     |     | XXX |

1918 · 
1919 · 
1920 · 
1921 · 
1922 · 
1923 · 
1924 · 
1925 · 
1925/26 · 
1927 · 
1927/28 · 
1928/29 · 
1929/30 · 
1930/31 · 
1931/32 · 
1932/33 · 
1933/34 · 
1934/35 · 
1935/36 · 
1936/37 · 
1937/38 · 
1945/46 · 
1946/47 · 
1947/48 · 
1948 · 
1949 · 
1950 · 
1951 · 
1952 · 
1953 · 
1954 · 
1955 · 
1956 · 
1957/58 · 
1958/59 · 
1959/60 · 
1960/61 · 
1961/62 · 
1962/63 · 
1963/64 · 
1964/65 · 
1965/66 · 
1966/67 · 
1967/68 · 
1968/69 · 
1969/70 · 
1970/71 · 
1971/72 · 
1972/73 · 
1973/74 · 
1974/75 · 
1975/76 · 
1976/77 · 
1977/78 · 
1978/79 · 
1979/80 · 
1980/81 · 
1981/82 · 
1982/83 · 
1983/84 · 
1984/85 · 
1985/86 · 
1986/87 · 
1987/88 · 
1988/89 · 
1989/90 · 
1990/91 · 
1991/92 · 
1992/93